# Großer Preis von Australien 2012
Der Große Preis von Australien 2012 (offiziell 2012 Formula 1 Qantas Australian Grand Prix) fand am 18. März auf dem Albert Park Circuit in Melbourne statt und war das erste Rennen der Formel-1-Weltmeisterschaft 2012.

## Berichte

### Hintergrund
Dieses Jahr gab es beim Großen Preis von Australien statt nur einer zwei DRS-Zonen. So sollten mehr Überholmanöver generiert werden. Dabei befand sich die erste Zone (795 m) wieder auf der Start-Ziel-Geraden. Die zweite Zone (510 m) war auf der anschließenden Geraden zwischen der Brabham und der Whiteford. Für beide DRS-Zonen gab es einen einzigen Messpunkt. Dieser befand sich vor der Stewart-Kurve.
Die optisch markanteste Änderung dieser Saison war eine Senkung der Maximalhöhe der Karosserie 15 cm vor dem Monocoque von 62,5 cm auf 55 cm, welche von den meisten Teams mit einem „Nasenhöcker“ gelöst wurde. Lediglich der McLaren MP4-27 und der Marussia MR01 gingen ohne den Höcker an den Start.
Beim Großen Preis von Australien stellte Pirelli den Fahrern die Reifenmischungen P Zero Medium (weiß) und P Zero Soft (gelb), sowie für nasse Bedingungen Cinturato Intermediates (grün) und Cinturato Full-Wets (blau) zur Verfügung.
Mit der Rückkehr von Kimi Räikkönen traten in dieser Saison sechs Fahrer mit jeweils mindestens einem Weltmeistertitel an. Dies waren mit Michael Schumacher, Fernando Alonso, Lewis Hamilton, Jenson Button und Sebastian Vettel alle Weltmeister seit 2000.
Drei Teams wechselten zu dieser Saison ihren Chassisnamen: Renault trat 2012 als Lotus F1 Team, das ehemalige Team Lotus als Caterham F1 Team und Virgin als Marussia F1 Team an. Die Anteilsverhältnisse in den Teams blieben jedoch unverändert.
Bei Williams löste Renault Cosworth als Motorenhersteller ab. Williams erzielte seinen letzten Konstrukteursweltmeistertitel 1997 mit Renault-Motoren.
Charles Pic (Marussia) und Jean-Éric Vergne (Toro Rosso) gaben ihr Formel-1-Debüt. Romain Grosjean (Lotus), Nico Hülkenberg (Force India), Narain Karthikeyan (HRT), Räikkönen (Lotus) und Pedro de la Rosa (HRT) kehrten in die Formel 1 zurück. Witali Petrow (Caterham), Daniel Ricciardo (Toro Rosso) und Bruno Senna (Williams) starteten erstmals für ihre neuen Teams.
Zum ersten Mal seit dem Großen Preis von Deutschland 1973 nahm kein italienischer Fahrer an einem Formel-1-Grand-Prix teil.
Als Rennstewards bei diesem Grand Prix fungierten Steve Chopping (AUS), Paul Gutjahr (SUI), Johnny Herbert (GBR) und Vincenzo Spano (VEN).
Der „passive F-Schacht“ des Mercedes F1 W03 wurde im Rahmen der technischen Abnahme am Donnerstag vor dem Rennen von den Rennkommissaren als legal beurteilt. Die Teams von Red Bull und Lotus kündigten gegenüber Charlie Whiting an, unter Umständen Protest gegen die Wertung einzulegen. In diesem Fall wären die Ergebnisse des Rennens provisorisch, das Internationale Berufungsgericht der FIA würde sich im Nachhinein mit der Frage der Legalität beschäftigen. Sowohl Lotus, als auch Red Bull verzichteten nach dem Rennen auf einen Protest.
Mit Schumacher (viermal), Button (zweimal), Alonso, Räikkönen, Hamilton und Vettel (jeweils einmal) traten sechs ehemalige Sieger zu diesem Grand Prix an.

### Training
Im ersten freien Training erzielte Button die Bestzeit vor seinem McLaren-Teamkollegen Hamilton und Schumacher. Das Training fand zunächst unter nassen Bedingungen statt, allerdings trocknete die Strecke ab und die Fahrer verwendeten schließlich Slicks. Der HRT F112 und der Marussia MR01 wurden in diesem Training erstmals bei einem offiziellen Formel-1-Training eingesetzt. Der HRT F112 von de la Rosa wurde erst kurz vor Beginn des ersten Trainings abgenommen. Da das Auto aber noch nicht komplett fertig war, kam er nicht zum Einsatz. Sein Teamkollege Karthikeyan fiel nach drei Runden mit technischen Problemen aus. Neben den HRT-Piloten waren auch bei Marussia-Fahrer nicht innerhalb der 107-Prozent-Regel.
Auch im zweiten freien Training begann die Session auf nasser Strecke. Zum Ende hin trocknete es ab und die Piloten setzen die Bestzeiten auf Slicks. Schumacher erzielte die schnellste Rundenzeit vor Hülkenberg und Sergio Pérez. Außer den HRT-Piloten schafften alle Fahrer eine Zeit innerhalb der 107-Prozent-Regel. De la Rosa absolvierte in diesem Training seine erste Runde. Im dritten freien Training übernahm Hamilton die Führung vor Grosjean und Mark Webber. Es gelang außer den HRT-Piloten allen Fahrern eine Zeit innerhalb der 107-Prozent-Regel.

### Qualifying

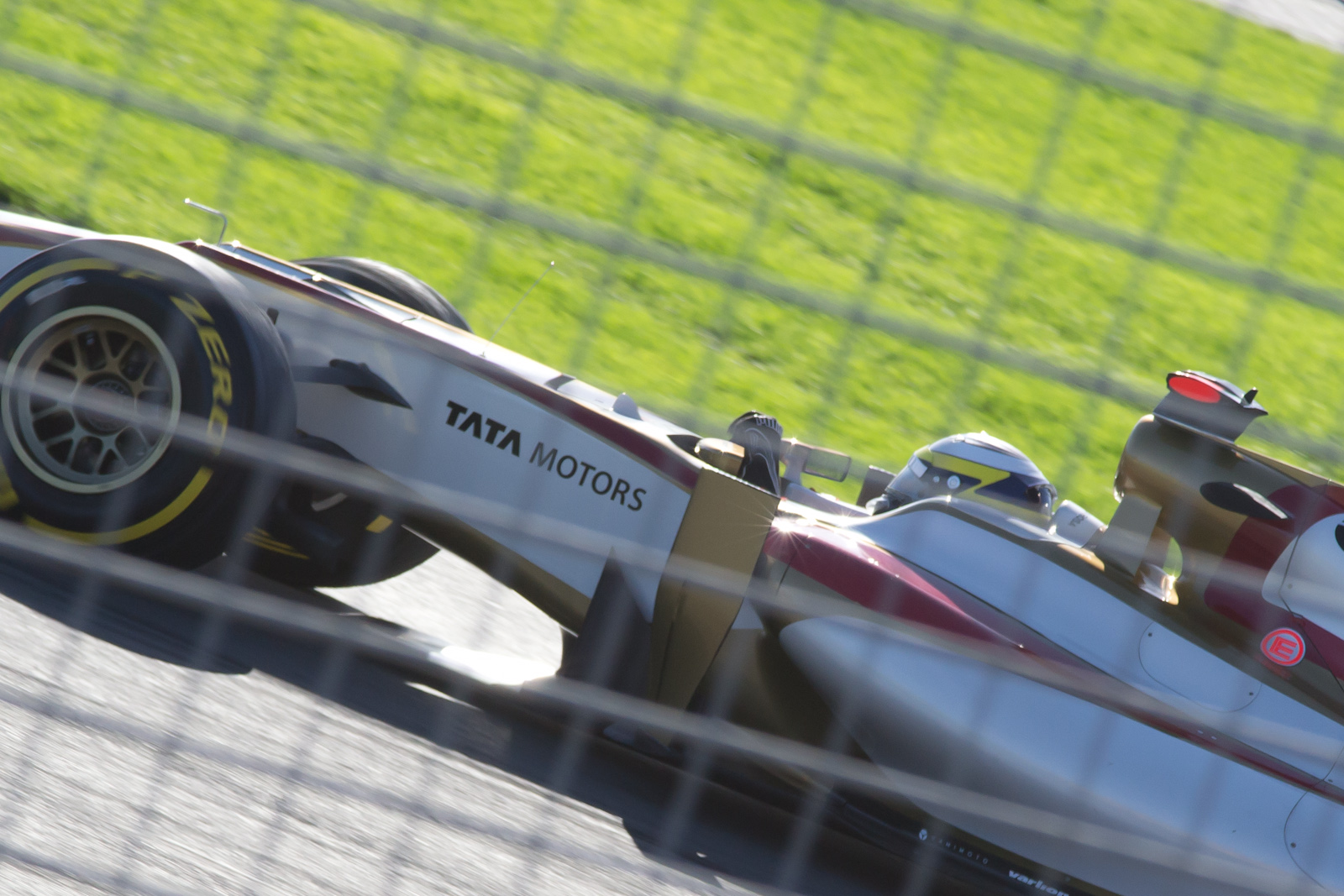
HRT, hier Pedro de la Rosa, scheiterte an der Qualifikation

Im ersten Segment des Qualifyings (Q1) fuhr Kamui Kobayashi die schnellste Zeit vor Vergne und Grosjean. Die HRT-Piloten schafften beide keine Zeit innerhalb der 107-Prozent-Regel und scheiterten somit an der Qualifikation. Darüber hinaus gelang den Marussia- und Caterham-Piloten sowie Räikkönen nicht der Sprung ins zweite Segment.
Der zweite Abschnitt (Q2) wurde nach einem Ausritt Alonsos unterbrochen. Alonso hatte auf der Start-Ziel-Geraden die Kontrolle über sein Fahrzeug verloren und drehte sich ins Kiesbett der Jones-Kurve. Nico Rosberg war schließlich der schnellste Pilot vor Schumacher und Hamilton. Neben Alonso schieden die Sauber-Piloten sowie Felipe Massa, Paul di Resta, Senna und Vergne aus.
Im letzten Segment (Q3) fuhr Hamilton schließlich zur Pole-Position vor seinem Teamkollegen Button und Grosjean.
Nach dem Qualifying musste Sauber das Getriebe bei Pérez wechseln, was zu einer Rückversetzung um fünf Positionen führte. HRT, deren Piloten sich nicht qualifiziert hatten, beantragten bei der Rennleitung eine Sonder-Starterlaubnis. Die Rennkommissare erteilten diese nicht.

### Rennen

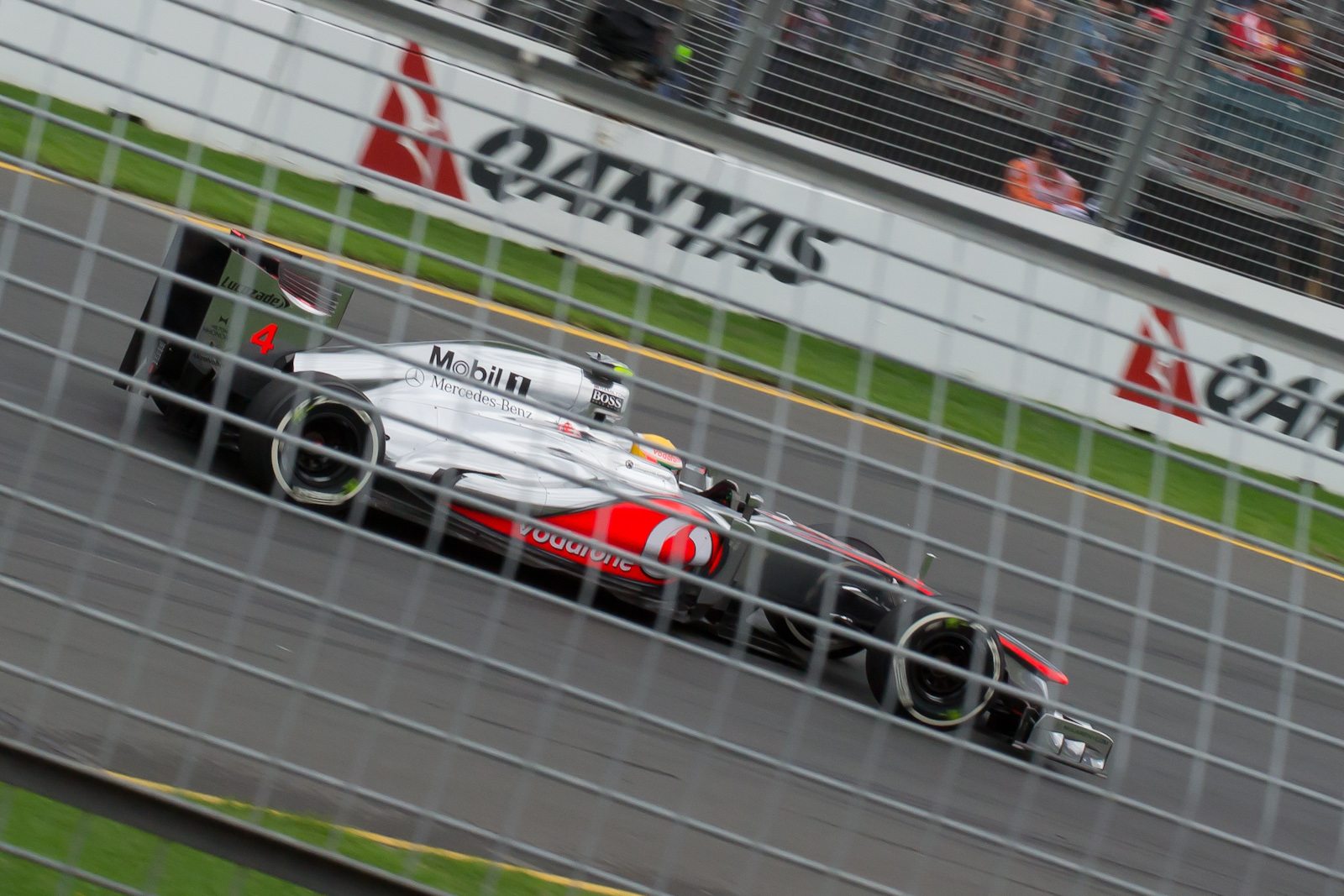
Bereits beim Start verlor Pole-Setter Hamilton die Führung

Beim Start übernahm Button die Führung von Hamilton. Grosjean startete nicht gut und verlor in der ersten Runde einige Positionen. Gut gestartet waren hingegen die Ferrari-Piloten Alonso und Massa, die von weiter hinten ins Rennen gingen. Im Mittelfeld kam es zu einer Kollision, in die Hülkenberg, Ricciardo und Senna verwickelt waren. Während Ricciardo und Senna es zurück an die Box schafften und weiterfuhren, schied Hülkenberg aus. Eine Runde später kam es zu einem Duell zwischen Pastor Maldonado und Grosjean. In der schnellen Kurvenkombination 11-12 versuchte Maldonado ein Überholmanöver und Grosjean gab nicht nach. Die beiden Piloten berührten sich und Grosjean beschädigte sich dabei sein Vorderradaufhängung. Dieser musste das Rennen darauf beenden.
Während die McLaren-Piloten sich an der Spitze absetzen und auch Button den Vorsprung auf Hamilton ausbaute, arbeitete sich Vettel nach vorne. Zunächst überholte er Rosberg und schloss anschließend auf den drittplatzierten Schumacher auf. Zu einem längeren Duell kam es allerdings nicht, da Schumacher in der elften Runde mit Getriebeproblemen ausschied.
Kurz darauf begann die Phase der ersten Boxenstopps, wobei sich die Fahrer für unterschiedliche Strategien entschieden. Die meisten Piloten waren mit der Reifenmischung Soft gestartet. Die führenden McLaren sowie Alonso und Webber wechselten auf die härtere Mischung, Rosberg und Vettel entschieden sich für einen weiteren Satz der weicheren Reifenmischung.
In der Zwischenzeit lag Pérez, der vom letzten Startplatz ins Rennen ging, auf dem zweiten Platz. Er entschied sich dafür, zunächst die härtere Reifenmischung zu verwenden und hatte zu dem Zeitpunkt noch keinen Stopp absolviert. Er blieb jedoch nicht lange auf dieser Position und wurde von Hamilton, Vettel, Alonso und Rosberg überholt. Er wechselte schließlich auf die weichere Reifenmischung. Es blieb sein einziger Boxenstopp.
Schließlich begann Massa abermals die Phase der Boxenstopps derjenigen Piloten, die zweimal stoppen wollten. Nachdem Button und Hamilton an der Box waren, kam es zu einer Safety-Car-Phase. Petrow war zuvor mit technischen Problemen auf der Start-Ziel-Geraden liegen geblieben. Zur Bergung des Fahrzeugs musste das Safety Car auf die Strecke. Unter gelb absolvierten schließlich alle Piloten ihren letzten planmäßigen Boxenstopp. Button lag in Führung vor Vettel, Hamilton, Webber, Alonso, Maldonado, Pérez, Rosberg, Räikkönen und Kobayashi. Bevor das Rennen wieder freigegeben wurde, musste auch Petrows Caterham-Teamkollege Kovalainen an der Box mit technischen Problemen aufgeben.
Beim Restart gelang es Button, sich sofort von Vettel abzusetzen. Während die Positionen auf den vorderen Plätzen unverändert blieben, kam es im hinteren Teil des Feldes zu einer Kollision zwischen Senna und Massa. Beide Piloten mussten das Rennen infolgedessen an der Box aufgeben, wobei Senna zuvor noch einige Runden fahren konnte.
Button lag in der Schlussphase mit mehreren Sekunden Vorsprung vor Vettel, der Hamilton und Webber dichter hinter sich hatte. Alonso und Maldonado fuhren sehr dicht hintereinander her, ein Überholmanöver konnte Maldonado allerdings nicht durchführen.
Die letzte Runde des Grand Prix war turbulent. Während Button ungefährdet vor Vettel, Hamilton, Webber und Alonso gewann, machte Maldonado einen Fahrfehler in Höhe der Lauda-Kurve. Ihm war beim Beschleunigen das Heck ausgebrochen und er fuhr in die Streckenbegrenzung. Er blieb unverletzt.
Um die weiteren Positionen gab es noch mehrere enge Duelle in der letzten Runde. Rosberg und Pérez berührten sich dabei. Infolgedessen erlitt Rosberg einen Reifenschaden und fiel aus den Punkterängen hinaus. Kobayashi wurde schließlich Sechster vor Räikkönen, Pérez, Ricciardo und di Resta. Ricciardo erzielte bei seinem ersten Rennen für Toro Rosso seine ersten Punkte in der Formel 1. Beinahe wäre dies auch seinem Teamkollegen Vergne gelungen, doch dieser verlor den zehnten Platz in der letzten Kurve an di Resta. Pic, neben Vergne der zweite Debütant, wurde auf dem 15. Platz gewertet.

## Meldeliste
| Team                          | Nr. | Fahrer             | Chassis           | Motor                | Reifen |
| ----------------------------- | --- | ------------------ | ----------------- | -------------------- | ------ |
| Red Bull Racing               | 01  | Sebastian Vettel   | Red Bull RB8      | Renault 2.4 V8       | P      |
| Red Bull Racing               | 02  | Mark Webber        | Red Bull RB8      | Renault 2.4 V8       | P      |
| Vodafone McLaren Mercedes     | 03  | Jenson Button      | McLaren MP4-27    | Mercedes-Benz 2.4 V8 | P      |
| Vodafone McLaren Mercedes     | 04  | Lewis Hamilton     | McLaren MP4-27    | Mercedes-Benz 2.4 V8 | P      |
| Scuderia Ferrari              | 05  | Fernando Alonso    | Ferrari F2012     | Ferrari 2.4 V8       | P      |
| Scuderia Ferrari              | 06  | Felipe Massa       | Ferrari F2012     | Ferrari 2.4 V8       | P      |
| Mercedes AMG Petronas F1 Team | 07  | Michael Schumacher | Mercedes F1 W03   | Mercedes-Benz 2.4 V8 | P      |
| Mercedes AMG Petronas F1 Team | 08  | Nico Rosberg       | Mercedes F1 W03   | Mercedes-Benz 2.4 V8 | P      |
| Lotus F1 Team                 | 09  | Kimi Räikkönen     | Lotus E20         | Renault 2.4 V8       | P      |
| Lotus F1 Team                 | 10  | Romain Grosjean    | Lotus E20         | Renault 2.4 V8       | P      |
| Sahara Force India F1 Team    | 11  | Paul di Resta      | Force India VJM05 | Mercedes-Benz 2.4 V8 | P      |
| Sahara Force India F1 Team    | 12  | Nico Hülkenberg    | Force India VJM05 | Mercedes-Benz 2.4 V8 | P      |
| Sauber F1 Team                | 14  | Kamui Kobayashi    | Sauber C31        | Ferrari 2.4 V8       | P      |
| Sauber F1 Team                | 15  | Sergio Pérez       | Sauber C31        | Ferrari 2.4 V8       | P      |
| Scuderia Toro Rosso           | 16  | Daniel Ricciardo   | Toro Rosso STR7   | Ferrari 2.4 V8       | P      |
| Scuderia Toro Rosso           | 17  | Jean-Éric Vergne   | Toro Rosso STR7   | Ferrari 2.4 V8       | P      |
| Williams F1 Team              | 18  | Pastor Maldonado   | Williams FW34     | Renault 2.4 V8       | P      |
| Williams F1 Team              | 19  | Bruno Senna        | Williams FW34     | Renault 2.4 V8       | P      |
| Caterham F1 Team              | 20  | Heikki Kovalainen  | Caterham CT01     | Renault 2.4 V8       | P      |
| Caterham F1 Team              | 21  | Witali Petrow      | Caterham CT01     | Renault 2.4 V8       | P      |
| HRT F1 Team                   | 22  | Pedro de la Rosa   | HRT F112          | Cosworth 2.4 V8      | P      |
| HRT F1 Team                   | 23  | Narain Karthikeyan | HRT F112          | Cosworth 2.4 V8      | P      |
| Marussia F1 Team              | 24  | Timo Glock         | Marussia MR01     | Cosworth 2.4 V8      | P      |
| Marussia F1 Team              | 25  | Charles Pic        | Marussia MR01     | Cosworth 2.4 V8      | P      |

## Klassifikationen

### Qualifying
| Pos.                                                                      | Fahrer             | Konstrukteur         | Q1       | Q2         | Q3         | Start |
| ------------------------------------------------------------------------- | ------------------ | -------------------- | -------- | ---------- | ---------- | ----- |
| 01                                                                        | Lewis Hamilton     | McLaren-Mercedes     | 1:26,800 | 1:25,626   | 1:24,922   | 01    |
| 02                                                                        | Jenson Button      | McLaren-Mercedes     | 1:26,832 | 1:25,663   | 1:25,074   | 02    |
| 03                                                                        | Romain Grosjean    | Lotus-Renault        | 1:26,498 | 1:25,845   | 1:25,302   | 03    |
| 04                                                                        | Michael Schumacher | Mercedes             | 1:26,586 | 1:25,571   | 1:25,336   | 04    |
| 05                                                                        | Mark Webber        | Red Bull-Renault     | 1:27,117 | 1:26,297   | 1:25,651   | 05    |
| 06                                                                        | Sebastian Vettel   | Red Bull-Renault     | 1:26,773 | 1:25,982   | 1:25,668   | 06    |
| 07                                                                        | Nico Rosberg       | Mercedes             | 1:26,763 | 1:25,469   | 1:25,686   | 07    |
| 08                                                                        | Pastor Maldonado   | Williams-Renault     | 1:26,803 | 1:26,206   | 1:25,908   | 08    |
| 09                                                                        | Nico Hülkenberg    | Force India-Mercedes | 1:27,464 | 1:26,314   | 1:26,451   | 09    |
| 10                                                                        | Daniel Ricciardo   | Toro Rosso-Ferrari   | 1:27,024 | 1:26,319   | keine Zeit | 10    |
| 11                                                                        | Jean-Éric Vergne   | Toro Rosso-Ferrari   | 1:26,493 | 1:26,429   | –          | 11    |
| 12                                                                        | Fernando Alonso    | Ferrari              | 1:26,688 | 1:26,494   | –          | 12    |
| 13                                                                        | Kamui Kobayashi    | Sauber-Ferrari       | 1:26,182 | 1:26,590   | –          | 13    |
| 14                                                                        | Bruno Senna        | Williams-Renault     | 1:27,004 | 1:26,663   | –          | 14    |
| 15                                                                        | Paul di Resta      | Force India-Mercedes | 1:27,469 | 1:27,086   | –          | 15    |
| 16                                                                        | Felipe Massa       | Ferrari              | 1:27,633 | 1:27,497   | –          | 16    |
| 17                                                                        | Sergio Pérez       | Sauber-Ferrari       | 1:26,596 | keine Zeit | –          | 22    |
| 18                                                                        | Kimi Räikkönen     | Lotus-Renault        | 1:27,758 | –          | –          | 17    |
| 19                                                                        | Heikki Kovalainen  | Caterham-Renault     | 1:28,679 | –          | –          | 18    |
| 20                                                                        | Witali Petrow      | Caterham-Renault     | 1:29,018 | –          | –          | 19    |
| 21                                                                        | Timo Glock         | Marussia-Cosworth    | 1:30,923 | –          | –          | 20    |
| 22                                                                        | Charles Pic        | Marussia-Cosworth    | 1:31,670 | –          | –          | 21    |
| 107-Prozent-Zeit: 1:32,214 min (bezogen auf Q1-Bestzeit von 1:26,182 min) |                    |                      |          |            |            |       |
| DNQ                                                                       | Pedro de la Rosa   | HRT-Cosworth         | 1:33,495 | –          | –          | –     |
| DNQ                                                                       | Narain Karthikeyan | HRT-Cosworth         | 1:33,643 | –          | –          | –     |

Anmerkungen
1. ↑  Pérez wurde aufgrund eines Getriebewechsels um fünf Positionen nach hinten versetzt.
2. 1 2  de la Rosa und Karthikayan scheiterten an der 107-Prozent-Regel.

1. 1 2 3 4 5 6 7 8 9 10 11 12 13 14 15 16 17 18 19 20  Rennwagen mit KERS

### Rennen
| Pos. | Fahrer             | Konstrukteur         | Runden | Stopps | Zeit        | Start | Schnellste Runde |
| ---- | ------------------ | -------------------- | ------ | ------ | ----------- | ----- | ---------------- |
| 01   | Jenson Button      | McLaren-Mercedes     | 58     | 2      | 1:34:09,565 | 02    | 1:29,187 (56.)   |
| 02   | Sebastian Vettel   | Red Bull-Renault     | 58     | 2      | + 2,139     | 06    | 1:29,417 (57.)   |
| 03   | Lewis Hamilton     | McLaren-Mercedes     | 58     | 2      | + 4,075     | 01    | 1:29,538 (57.)   |
| 04   | Mark Webber        | Red Bull-Renault     | 58     | 2      | + 4,574     | 05    | 1:29,438 (57.)   |
| 05   | Fernando Alonso    | Ferrari              | 58     | 2      | + 21,565    | 12    | 1:30,277 (52.)   |
| 06   | Kamui Kobayashi    | Sauber-Ferrari       | 58     | 2      | + 36,766    | 13    | 1:30,620 (55.)   |
| 07   | Kimi Räikkönen     | Lotus-Renault        | 58     | 2      | + 38,014    | 17    | 1:30,759 (50.)   |
| 08   | Sergio Pérez       | Sauber-Ferrari       | 58     | 1      | + 39,458    | 22    | 1:30,843 (46.)   |
| 09   | Daniel Ricciardo   | Toro Rosso-Ferrari   | 58     | 3      | + 39,556    | 10    | 1:30,592 (53.)   |
| 10   | Paul di Resta      | Force India-Mercedes | 58     | 2      | + 39,737    | 15    | 1:30,605 (57.)   |
| 11   | Jean-Éric Vergne   | Toro Rosso-Ferrari   | 58     | 2      | + 39,848    | 11    | 1:30,274 (52.)   |
| 12   | Nico Rosberg       | Mercedes             | 58     | 2      | + 57,642    | 07    | 1:30,931 (53.)   |
| 13   | Pastor Maldonado   | Williams-Renault     | 57     | 2      | DNF         | 08    | 1:30,254 (53.)   |
| 14   | Timo Glock         | Marussia-Cosworth    | 57     | 2      | + 1 Runde   | 20    | 1:34,253 (43.)   |
| 15   | Charles Pic        | Marussia-Cosworth    | 53     | 3      | DNF         | 21    | 1:35,011 (45.)   |
| 16   | Bruno Senna        | Williams-Renault     | 52     | 3      | DNF         | 14    | 1:30,855 (49.)   |
| –    | Felipe Massa       | Ferrari              | 46     | 3      | DNF         | 16    | 1:31,940 (46.)   |
| –    | Heikki Kovalainen  | Caterham-Renault     | 38     | 3      | DNF         | 18    | 1:33,693 (26.)   |
| –    | Witali Petrow      | Caterham-Renault     | 34     | 1      | DNF         | 19    | 1:33,214 (27.)   |
| –    | Michael Schumacher | Mercedes             | 10     | 0      | DNF         | 04    | 1:34,021 (04.)   |
| –    | Romain Grosjean    | Lotus-Renault        | 1      | 0      | DNF         | 03    | –                |
| –    | Nico Hülkenberg    | Force India-Mercedes | 0      | 0      | DNF         | 09    | –                |

Anmerkungen
1. 1 2 3 4 5 6 7 8 9 10 11 12 13 14 15 16 17 18 19 20  Rennwagen mit KERS

## WM-Stände nach dem Rennen
Die ersten zehn des Rennens bekamen 25, 18, 15, 12, 10, 8, 6, 4, 2 bzw. 1 Punkt(e).

### Fahrerwertung
| Pos. | Fahrer           | Konstrukteur         | Punkte |
| ---- | ---------------- | -------------------- | ------ |
| 01   | Jenson Button    | McLaren-Mercedes     | 25     |
| 02   | Sebastian Vettel | Red Bull-Renault     | 18     |
| 03   | Lewis Hamilton   | McLaren-Mercedes     | 15     |
| 04   | Mark Webber      | Red Bull-Renault     | 12     |
| 05   | Fernando Alonso  | Ferrari              | 10     |
| 06   | Kamui Kobayashi  | Sauber-Ferrari       | 8      |
| 07   | Kimi Räikkönen   | Lotus-Renault        | 6      |
| 08   | Sergio Pérez     | Sauber-Ferrari       | 4      |
| 09   | Daniel Ricciardo | Toro Rosso-Ferrari   | 2      |
| 10   | Paul di Resta    | Force India-Mercedes | 1      |
| 11   | Jean-Éric Vergne | Toro Rosso-Ferrari   | 0      |

| Pos. | Fahrer             | Konstrukteur         | Punkte |
| ---- | ------------------ | -------------------- | ------ |
| 12   | Nico Rosberg       | Mercedes             | 0      |
| 13   | Pastor Maldonado   | Williams-Renault     | 0      |
| 14   | Timo Glock         | Marussia-Cosworth    | 0      |
| 15   | Charles Pic        | Marussia-Cosworth    | 0      |
| 16   | Bruno Senna        | Williams-Renault     | 0      |
| –    | Felipe Massa       | Ferrari              | 0      |
| –    | Heikki Kovalainen  | Caterham-Renault     | 0      |
| –    | Witali Petrow      | Caterham-Renault     | 0      |
| –    | Michael Schumacher | Mercedes             | 0      |
| –    | Romain Grosjean    | Lotus-Renault        | 0      |
| –    | Nico Hülkenberg    | Force India-Mercedes | 0      |

### Konstrukteurswertung
| Pos. | Konstrukteur       | Punkte |
| ---- | ------------------ | ------ |
| 01   | McLaren-Mercedes   | 40     |
| 02   | Red Bull-Renault   | 30     |
| 03   | Sauber-Ferrari     | 12     |
| 04   | Ferrari            | 10     |
| 05   | Lotus-Renault      | 6      |
| 06   | Toro Rosso-Ferrari | 2      |

| Pos. | Konstrukteur         | Punkte |
| ---- | -------------------- | ------ |
| 07   | Force India-Mercedes | 1      |
| 08   | Mercedes             | 0      |
| 09   | Williams-Renault     | 0      |
| 10   | Marussia-Cosworth    | 0      |
| –    | Caterham-Renault     | 0      |
| –    | HRT-Cosworth         | 0      |